# 坂祝町役場
坂祝町役場（さかほぎちょうやくば）は、地方公共団体である岐阜県加茂郡坂祝町の組織が入る施設（役場）。

## 概要
現在の庁舎は1990年（平成2年）11月完成。1991年（平成3年）2月25日に竣工した。
組織の一部（こども課、教育課）は坂祝町中央公民館内にある。

## 業務時間
- 月曜日から金曜日の8時30分から17時15分（土曜日・日曜日・祝日・年末年始を除く）

## 業務内容
- 議場
- 議会事務局
- 総務課
- 窓口税務課
- 福祉課
- 水道環境課
- 産業建設課
- 企画課

## 交通アクセス
- JR高山本線「坂祝駅」下車、徒歩で約12分。
- 坂祝町コミュニティバス「役場」バス停より徒歩ですぐ。
  - 坂祝町コミュニティバスは坂祝町民のみ無料で利用できる。

## 周辺施設
- 坂祝町立坂祝小学校
- 坂祝町郷土資料館